# Кебрадиљас (Порторико)
Кебрадиљас (шп. Quebradillas) је општина у америчкој острвској територији Порторико, острвској држави Кариба.

## Демографија
По попису из 2010. године број становника је 25.919, што је 469 (1,8%) становника више него 2000. године.
| Група             | 2000.          | 2010.          |
| Белци             | 144 (0,6%)     | 145 (0,6%)     |
| Афроамериканци    | 396 (1,6%)     | 954 (3,7%)     |
| Азијати           | 17 (0,1%)      | 37 (0,1%)      |
| Хиспаноамериканци | 25.280 (99,3%) | 25.748 (99,3%) |
| Укупно            | 25.450         | 25.919         |